# Maurizio Arrivabene

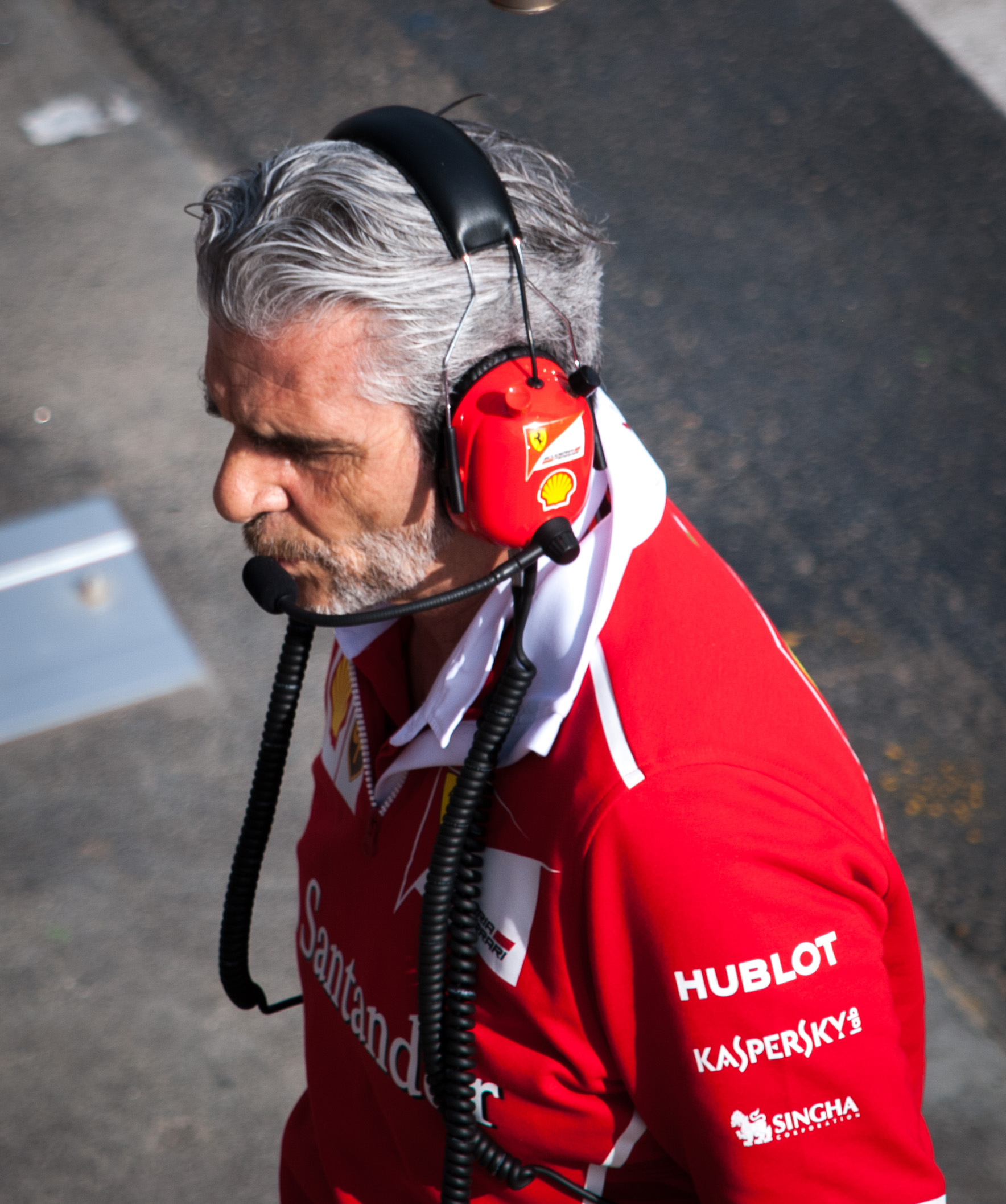
Maurizio Arrivabene (2017)

Maurizio Arrivabene (* 7. März 1957 in Brescia) ist ein italienischer Manager und Sportfunktionär. Er war von 1997 bis 2014 Manager bei Philip Morris International. Von November 2014 bis Januar 2019 war Arrivabene Formel-1-Teamchef der Scuderia Ferrari.

## Karriere
Arrivabene studierte nach einem technischen Abitur Architektur in Venedig. Er schloss das Studium nicht ab und war darauf 20 Jahre lang in der Marketing- und Promotionbranche aktiv, als er 1997 zu Philip Morris International wechselte. Er übte dort mehrere Aufgaben aus. 2007 wurde er Vizepräsident für die weltweite Kommunikation und Promotion der Tabakmarke Marlboro. In dieser Funktion kam er mit dem Formel-1-Rennstall Scuderia Ferrari, deren Hauptsponsor Marlboro war, in Kontakt. Arrivabene ist seit 2010 Mitglied der Formel-1-Kommission der FIA und vertritt dort die Sponsoren. 2011 wurde er bei Philip Morris Vizepräsident für die Consumer Channel Strategy sowie das Eventmarketing. Darüber hinaus sitzt Arrivabene seit 2012 im Vorstand des ebenfalls zum Konzern der Familie Agnelli gehörenden italienischen Fußballunternehmens Juventus Turin.
Am 24. November 2014, einen Tag nach dem Ende der Formel-1-Weltmeisterschaft 2014, wurde Arrivabene als Nachfolger von Marco Mattiacci als Teamchef der Scuderia Ferrari vorgestellt.
Am 7. Januar 2019 gab Ferrari die einvernehmliche Trennung von Arrivabene bekannt, den Posten als Teamchef des Formel-1-Teams übernahm Mattia Binotto.
Am 30. Juni 2021 wurde Arrivabene Geschäftsführer für den Bereich Fußball bei Juventus Turin.
Am 28. November 2022 trat der gesamte Vorstand von Juventus Turin, darunter auch Arrivabene, im Zuge des Skandals über Bilanzfälschung von seinen Ämtern zurück. Am 20. Januar 2023 wurde Arrivabene als Strafe für seine Rolle in diesem Skandal für zwei Jahre von allen Ämtern im italienischen Fußball ausgeschlossen.